# Laine de verre
 (novembre 2010).
Si vous disposez d'ouvrages ou d'articles de référence ou si vous connaissez des sites web de qualité traitant du thème abordé ici, merci de compléter l'article en donnant les références utiles à sa vérifiabilité et en les liant à la section « Notes et références ».

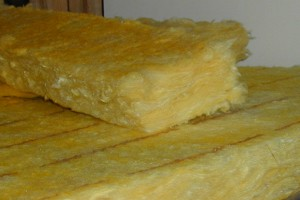
Laine de verre utilisée comme isolant

La laine de verre est un matériau isolant thermique de consistance laineuse obtenu par fusion à partir de sable et de verre recyclé (calcin). Elle a été inventée en 1938 par Russell Games Slayter pour la société Owens-Corning. Depuis, elle est utilisée abondamment pour l’isolation thermique, l'isolation phonique et la protection incendie de tous types de bâtiments.

## Histoire
La première communication officielle sur la fibre de verre date du XVIIIe siècle. L’auteur en est le physicien et naturaliste français René-Antoine Ferchault de Réaumur en 1713. Plus tard, aux environs de 1880, apparurent les premières fibres industrielles réalisées à partir d’une matière minérale, des scories de haut fourneau.
Jusqu’au début du XXe siècle, la fibre de verre demeura cependant une curiosité. Puis, en quelques années, les précurseurs de l’industrie de l’isolation, parvinrent à simuler industriellement l’éruption volcanique et à liquéfier la roche pour lui conférer les propriétés isolantes de la laine. D’autres, à partir de l’écoulement d’un filet de verre fondu sur un jet de vapeur réussirent à obtenir un « coton de verre », origine probable de son utilisation comme isolant thermique.
Le développement accéléré des pays industrialisés a ensuite entraîné des besoins accrus de produits isolants.
À travers l'histoire les fabricants de verre ont expérimenté les fibres de verre, mais la fabrication de laine de verre en masse n'a été possible qu'avec le développement des machines-outils. En 1893, Edward Drummond Libbey (en) présenta un vêtement à l'Exposition universelle de Chicago (World's Columbian Exposition) incorporant des fibres de verre ayant le diamètre et la texture de fibres de soie. Ce qui est aujourd'hui connu sous le nom de laine de verre a été inventé, en 1938, par Russell Games Slayter, d'Owens Corning, comme matériau pouvant être utilisé dans l'isolation thermique.

## Propriétés

### Isolant thermique
La laine de verre est un isolant thermique (conductivité thermique comprise entre 0,030  et   0,045 W·m-1·K-1). Elle est imputrescible par nature et hydrophobe. Elle est parfois munie d’un pare-vapeur intégré, pour éviter tout risque de condensation dans les parois. La souplesse des produits permet des mises en œuvre aisées et des découpes ajustées qui garantissent la performance thermique de la paroi réalisée. Les laines minérales de verre sont certifiées par l'ACERMI (organisme établi dans l'Espace économique européen et accrédité selon la norme NF EN 45011 par le Comité français d'accréditation (COFRAC)). Elles gardent leurs propriétés mécaniques dans le temps car leur pose s'accompagne de travaux d'étanchéité qui offrent toutes les garanties de performance dans la durée.
La résistance thermique d'un isolant est directement proportionnelle à sa proportion d'air immobile, c'est-à-dire à la quantité d'air immobile contenue dans un mètre cube d'isolant. Retenons l'important qui est que l'air se doit d'être emprisonné dans la masse pour lui conférer son pouvoir isolant. Une bonne étanchéité à l'air est donc requise lors de la mise en œuvre.

### Isolant phonique
La laine de verre peut être utilisée pour le traitement de correction phonique des ambiances et d'absorption acoustique.

### Protection incendie
Les laines minérales de verre et de roche sans revêtement sont généralement classées A1. Associées au parement ou au support adapté, les laines minérales permettent d’atteindre une bonne résistance au feu (jusqu'à six heures).

## Utilisations possibles
Elle se présente en rouleaux, panneaux semi-rigides et rigides ou en vrac. Elle se déroule sur le sol, se place entre ossatures ou par soufflage (vrac). Elle peut s’adapter à toutes les configurations des chantiers (maisons individuelles, logements collectifs, bâtiments industriels et tertiaires) et pour toutes les applications (toitures et terrasses, bardages, combles perdus et aménagés, murs par l’intérieur et par l'extérieur, sols et planchers, cloisons et gaines techniques, cheminées).
Pour l'isolation de combles perdus, on déroule la laine de verre ou la laine de roche directement entre les solives, pare-vapeur vers le bas (côté chaud). Cette opération ne demande pas de préparation du substrat. Il est recommandé de disposer une seconde couche croisée (épaisseur à prévoir en fonction de la performance thermique visée). L'épaisseur de la première couche d'isolant sera identique à la hauteur des solives.
Dans le cas d'une pose de deux couches il est primordial de retirer le pare vapeur de la couche supérieure car cela permet une meilleure ventilation de la laine de verre afin de ne pas retenir l'humidité, qui l'abime. À défaut il faudra mettre le pare vapeur de la couche supérieure vers le haut et la lacérer amplement afin d'améliorer l'évacuation de l'humidité provenant de la condensation de la chaleur montant de l'habitation. Il ne faut pas laisser de lame d'air entre l'isolant et la sous-toiture.
Une autre méthode, consiste — via un soufflage pneumatique à l'aide d'une cardeuse — à pulvériser de la laine de verre dans les combles afin d'obtenir un résultat uniformément réparti dans les diverses aspérités des combles (fermettes et autres boiseries). On parle alors de laine de verre « soufflée » : le temps de pose est fortement écourté par ce procédé.
Pour l'isolation de combles aménageables, on dispose les panneaux ou rouleaux de laine de verre sous la couverture, entre les chevrons ou fermettes (suivant la nature de la charpente). L'isolant doit toucher la membrane de sous-toiture. Il est important de ne pas laisser de lame d'air entre l'isolant et la sous-toiture pour éviter une condensation à cet endroit. On pourra ensuite dérouler une seconde couche croisée d'isolant si nécessaire, que l'on fixera entre un contre chevronnage en bois ou une ossature métallique. Si l'isolant ne dispose pas de pare-vapeur, il est primordial d'en mettre un en finition avant de terminer avec des panneaux de finition (plâtre, lambris).

## Fabrication
La laine de verre est un matériau élaboré à partir des principales matières premières suivantes :
- naturelles : 
  - sable,
  - fondants (calcaire, dolomie…) qui permettent l'abaissement de la température de fusion du verre ;
- issues du recyclage : 
  - verre recyclé ou calcin,
  - rebuts de production.

L’élaboration de la composition exige des soins tout particuliers : contrôle physico-chimique, et mélange parfaitement homogène. Cette composition est introduite dans un four verrier fonctionnant soit au gaz, soit à électricité.
En sortie du four, le verre en fusion s’écoule à une température d’environ 1 050 °C pour alimenter les têtes de fibrage. Les fibres résultent du passage du verre au travers des trous d’une couronne métallique, « assiette », animée d’un mouvement de rotation extrêmement rapide, un peu comme pour la fabrication de la barbe à papa. Après ce premier étirage horizontal par centrifugation, les fibres sont étirées verticalement sous l’action thermique et mécanique d’une couronne de brûleurs.
Les fibres sont rapidement refroidies avec de l’air. Après pulvérisation d’un liant (encollage), elles sont collectées par aspiration sur un tapis pour former un matelas de laine. Ce matelas traverse une étuve où un courant d’air chaud assure la polymérisation du liant et le rend stable. Pour certains produits, des revêtements sont collés ou cousus sur la laine de verre.
Les caractéristiques dimensionnelles et pondérales des produits finis sont ajustées au travers de réglages et découpes effectués sur la ligne. Les produits sont enfin conditionnés avant expédition.

## Polémiques

### Impact sur l'environnement
Afin de mesurer l'impact environnemental d'un produit isolant, il faut prendre en compte l'intégralité du cycle de vie de ce produit, depuis l'extraction des matières premières jusqu'à la fin de vie (démolition par exemple).
La laine de verre, utilisée pour le bâtiment et dotée d'une longue durée de vie, permet d’économiser plus d’énergie qu'elle n'en nécessite pour sa fabrication, transport et élimination. De fait, elle contribue à une réduction sensible des émissions de CO2 gaz à effet de serre des bâtiments.
On peut ainsi comparer les consommations d’énergie sur le cycle de vie (énergie grise) de matériaux isolants pour une résistance thermique R = 1 m2 K W−1), relevées dans la base INIES (base de données française de référence sur les caractéristiques environnementales et sanitaires des produits de construction) :
- lin = 59,6 MJ/m2 ou 16,56 kWh/m2 ;
- chanvre = 40 MJ/m2 ou 11,12 kWh/m2;
- ouate de cellulose = 25,2 MJ/m2 ou 7 kWh/m2 ;
- laine de verre = 20,73 MJ/m2 ou 5,76 kWh/m2 ;
- Laine de roche = 127 MJ/m2 ou 35,28 kWh/m2 ;

(Coefficient de conversion entre MJ/m2 et kWh/m2 : 3,60).

### Recyclage
La laine de verre est difficilement recyclable du fait de la présence de résines phénoplastes. Ce fait est contesté par le syndicat national des fabricants de laines minérales (FILMM).

### Effets sur la santé
Les fibres constituant les laines minérales dont la laine de verre ont été très largement étudiées pour connaître leurs éventuels effets sur la santé. Plus de mille articles ont été publiés sur le sujet dont plus de 500 sont cités dans la dernière monographie sur le sujet du Centre international de recherche sur le cancer (CIRC), qui dépend de l'Organisation mondiale de la santé. En 2001, le CIRC a changé le classement des fibres constituant les laines minérales de verre, de roche et de laitier du groupe 2B au groupe 3, c'est-à-dire « ne peut être classé quant à sa cancérogénicité pour l'homme ». Ceci ne signifie pas que l'absence de caractère cancérogène a été démontré (groupe 4 : « l’agent (le mélange) n’est probablement pas cancérogène pour l’homme »), mais qu'il n'y a pas de preuve suffisante permettant de montrer l'existence de caractère cancérogène.
Elles ne sont pas classées dans le système de l’Union européenne (Directive 67/548/CEE maintenant remplacée par le Règlement (CE) no 1272/2008) si leur biopersistance est faible. Cette exonération est certifiée par l'European Certification Board (EUCEB).
D’autres pays comme l'Australie ou la Nouvelle-Zélande ont adopté le même classement que celui de l’Union européenne. Plus récemment, les États-Unis, sur la base de la Monographie du CIRC de 2002, ont décidé de ne plus classer des fibres de laines de verre comme cancérogène potentiel. En raison de leur faible biopersistance, la plupart des fibres de verre utilisées en isolation auraient donc moins de risques de provoquer des cancers chez les humains.

### Isolgate
De 1998 à 2019, une longue procédure judiciaire oppose le syndicat des fabricants d'isolants en laines minérales manufacturées (FILMM) et l’entreprise Actis (isolant thermique mince) à propos des qualités en matière de résistance thermique de leurs produits. Après des tests en situation réelle ordonnés par la Cour d’appel de Versailles, la plainte du FILMM contre la société Actis pour publicité mensongère est déboutée, car il s’avère que le produit d’Actis présente une meilleure résistance thermique que la laine de verre dans ses conditions d’utilisation courante (absence de pare-vapeur …),. 
La Cour de cassation a présenté des éléments qui « établissent la crainte du syndicat de voir révéler que les performances thermiques de la laine minérale sont altérées sous l'effet d'un manque d'étanchéité à l'air ». 
Le député et biochimiste, Jean-Yves Le Déaut, dénonce un isolgate -  « les performances étaient calculées de manière théorique pour masquer la réalité » - de même forme que le Dieselgate.